# ジョン・ペイントシル
ジョン・ペイントシル（John Paintsil, 1981年6月15日 - ）は、ガーナ・ブロング＝アハフォ州ベレクム出身の元同国代表サッカー選手、現サッカー指導者。現役時代のポジションはディフェンダー。

## 経歴
2001年、FIFAワールドユースの準優勝メンバーであり、2004年にはアテネ五輪・サッカーにも出場している。ガーナ代表としてワールドカップドイツ大会にはフル出場し、初出場のチームをグループリーグ突破に導く原動力となった。
2015-16シーズンを以て現役を引退し、カイザー・チーフスFCのアシスタントコーチに就任した。

## エピソード
- 2006年、ワールドカップドイツ大会の対チェコ戦の際、得点を上げた時にテレビカメラに向かってイスラエル国旗を振るパフォーマンスを行った。本人は大会当時イスラエルのリーグでプレーしており、「ファンへの感謝の気持ちを示しただけだった」と説明しているが、アフリカのイスラム諸国等から非難が集中。後日、代表チームは軽率な行動だったとして謝罪した。これについてFIFAは「得点に喜ぶ選手の行動を制約するルールはないが、今回のようなことは2度と起きてほしくない」とコメントしている。
- 度々名前をパントシルと間違えられている。ウェストハム入団時も名前を間違えられ、入団会見では遺憾に思うコメントを発表した。

## 所属クラブ
- ベレクム・アーセナルFC 1999-2000
- リバティ・プロフェッショナルズFC 2000-2001
- ベレクム・アーセナルFC 2001-2002
- マッカビ・テルアヴィヴFC 2002-2005.1
- ハポエル・テルアヴィヴFC 2005.1-2006（2005年1月から6月まではレンタル）
- ウェストハム・ユナイテッドFC 2006-2008
- フラムFC 2008-2011
- レスター・シティFC 2011-2012
- ハポエル・テルアヴィヴFC 2012-2013
- サントスFC 2013-2014
- マリッツバーグ・ユナイテッドFC 2014-2016

## 代表歴

### 出場大会
- ガーナ代表
  - 2006 FIFAワールドカップ
  - 2010 FIFAワールドカップ

### 試合数
- 国際Aマッチ 89試合 0得点（2001年-2013年）[2]

| ガーナ代表 | 国際Aマッチ | 国際Aマッチ |
| 年         | 出場        | 得点        |
| ---------- | ----------- | ----------- |
| 2001       | 1           | 0           |
| 2002       | 7           | 0           |
| 2003       | 1           | 0           |
| 2004       | 0           | 0           |
| 2005       | 5           | 0           |
| 2006       | 12          | 0           |
| 2007       | 7           | 0           |
| 2008       | 15          | 0           |
| 2009       | 10          | 0           |
| 2010       | 9           | 0           |
| 2011       | 9           | 0           |
| 2012       | 7           | 0           |
| 2013       | 6           | 0           |
| 通算       | 89          | 0           |

## 指導歴
- カイザー・チーフスFC 2016- （アシスタントコーチ）

## タイトル
マッカビ・テルアヴィヴ
- イスラエル・プレミアリーグ : 2002-03

ハポエル・テルアヴィヴ
- グヴィア・ハメディナ : 2006